# Denis Evstigneev
Denis Evstigneev (Mosca, 29 ottobre 1961) è un regista sovietico, dal 1991 russo.

## Filmografia parziale

### Regista
- Limita (1994)
- Mama (1999)